# سوزان فرازير
سوزان فرازير (بالإنجليزية: Susan Fraser) هي لاعب هوكي الحقل بريطانية، ولدت في 15 يوليو 1966 في أبردين في المملكة المتحدة.

## وصلات خارجية
- سوزان فرازير على موقع اللجنة الأولمبية الدولية (الإنجليزية)
- سوزان فرازير على موقع أوليمبيديا (الإنجليزية)